# Al-Mutawàkkil (abbàssida)
Abu-l-Fadl Jàfar al-Mutawàkkil ala-L·lah (àrab: أبو الفضل جعفر المتوكل على الله, Abū l-Faḍl Jaʿfar al-Mutawakkil ʿalà Llāh), més conegut per la primera part del seu làqab com al-Mutawàkkil (febrer/març de 822-862), fou califa abbàssida de Bagdad (847-861). Era fill del califa al-Mútassim i d'una esclava coràsmia que es deia Xuja. Aparentment no tenia aspiracions polítiques i va viure en segon pla fins a la mort del seu germà el califa al-Wàthiq (10 d'agost de 947), que només va deixar un fill infant i cap adult designat com a successor. Un consell d'estat dirigit pel visir Muhàmmad ibn Abd-al-Màlik ibn az-Zayyat, el gran cadi Àhmad ibn Abi-Duad, dos altres alts dignataris i dos militars turcs d'alt rang (Aytakh i Wassif) va decidir sobre la successió rebutjant el fill infant del califa (proposat pel visir) i nomenant el germà del difunt Abu-l-Fadl Jàfar que va rebre el làqab d'al-Mutawàkkil. Probablement van pensar que seria un element manejable pels cortesans.
El nou califa, no obstant, fou independent i va tenir una política clara. Va tractar d'assegurar-se el suport de l'ortodòxia hanbalita, que influïa molt sobre el poble, mitjançant l'aboliment del dogma mutazalita i la persecució dels teòlegs liberals; però com a sobirà fou luxuriós i cruel. Intentà ampliar les bases del seu poder, però amb prou feina tingué èxit. Va derogar el decret d'al-Mamun sobre la creació de l'Alcorà, posà la mihna al servei del que tradicionalment s'entenia per ortodòxia i reforçà les mesures discriminatòries respecte de cristians i jueus, als quals va obligar a portar una vestimenta especial distintiva. La tomba d'al-Hussayn a Karbala, lloc de pelegrinatge dels xiïtes, fou destruïda.
El 847 va fer executar el visir Ibn az-Zayyat i el va substituir per Ubayd-Al·lah ibn Yahya ibn Khàqan. També va donar una alta posició al seu favorit al-Fat·h ibn Khàqan. El 848/849 Ibn al-Bayth es va revoltar a l'Azerbaidjan però la rebel·lió fou dominada. El 849 l'executat fou el general Aytakh. Aquell mateix any, els seus fills van rebre els governs provincials més importants que abans tenien generals turcs: al-Múntassir va rebre el govern de Jazira-Egipte, al-Mútazz el del Khorasan-Tabaristan i al-Muàyyad el de Síria-Palestina. Els tahírides del Khorasan van conservar el govern del Khorasan i el govern militar de Bagdad El gran cadi Ibn Abi-Duad fou revocat el 851/852 i el va substituir Yahya ibn Akhtam, proper dels hanbalites.
El 851/852 el califa al-Mutawàkkil va enviar a Armènia el general Bogha al-Khabir amb la missió de fer tornar a l'obediència els emirs musulmans i els prínceps armenis. Es va instal·lar a Khelat d'on va passar a Taron per fer presoners els fills de Bagrat I Bagratuní, Asoci i David. A la regió va matar trenta mil persones. Va saquejar l'Apahunik, al nord del llac Van mentre el seu lloctinent Zirak devastava la part sud (el Reixtunik), els habitants del qual es van refugiar al Mokq, on els va perseguir i en va matar centenars i va fer molts presoners que foren convertits en esclaus. Després va atacar la ciutat de Van que va incendiar. Asoci de Baspracània es va tancar a la fortalesa (Dleak) de Nkan (Nekhan), on fou assetjat per Bogha que va establir el seu camp a Lokoravat. Dos lloctinents d'Asoci, Musel Vahevuní i Baanes Truni es van aliar secretament a Bogha. Asoci es va haver de rendir i fou empresonat amb el seu fill, el nen Gregori Derenik, i altres familiars, i foren enviats a Samarra. Jordi Haketsi i Khosro Gabelian, que van tractar d'alliberar-los, foren capturats i executats. Llavors Bogha es va llançar contra Gurguèn Ardzruni, germà d'Asoci. Aquest es va refugiar a l'Orsitaniq (a l'Albag) a la vila de Thov a la vall del Arianlidj (Llac de la Sang). Gurguèn va encarregar a sa mare Rhipsime de negociar, però no va reeixir i finalment va haver de presentar combat. Els armenis, combatent amb la desesperació de la situació, desferen l'exèrcit musulmà. Llavors va demanar audiència a Bogha i aquest el va reconèixer com a príncep de Baspracània al lloc del seu germà Asoci. Només proclamat, Bogha el va trair i el va fer prendre i carregar de cadenes i el va enviar a Samarra junt amb la mare Rhipsime. Gregori Arzeruni, germà de Gurguèn, va fugir a Abkhàzia. La branca menor dels Ardzruni, representada per Gurguèn fill d'Abubeldj, va fugir a terres del seu oncle matern Kurdik Mamiconi al Bagrevand. Bogha hi va anar i va capturar el fill de Kurdik, Gregori Mamiconi, que també fou enviat a Samarra, i Kurdik va haver de fugir a Sper, seu d'un príncep bagràtida protegit dels romans d'Orient. Bogha va passar l'hivern del 852 al 853 a Dvin. El 3 de novembre del 853 va fer matar centenars de captius que no es volien convertir a l'Islam (els anomenats màrtirs atomians). El 853 Simbaci I Ablabàs va anar a fer acta de fidelitat al general Bogha el Vell a Dvin. El seu fill Asoci (el futur Asoci I el Gran) era assessor de Bogha pels afers militars.
Per reclutar un nou exèrcit sense comptar amb els turcs, el visir Ibn Khakan va reclutar qaisites àrabs de Síria, els abna de Bagdad (àrabs del Khorasan establerts a l'Iraq) i àrabs establerts a Armènia. Va afavorir aquests nous elements, fet que va suscitar el malestar dels turcs. Els turcs havien estat establerts a Samarra que s'havia convertit en la capital administrativa del califat i al-Mutawàkkil va voler fer el mateix i va pensar establir el nou exèrcit a Damasc (858) però va desistir a causa de la pesta i perquè quedava massa lluny dels centres de decisió i riquesa de l'Iraq arabita i ajamita. El 859/860 va optar per un lloc anomenat al-Jafariyya al nord de Samarra, considerada una vila independent, amb les seves mesquites, palaus i edificis. Les seves restes encara es poden veure avui dia.
El 857, 859 i 860 el general Bogha al-Kabir va dirigir també campanyes contra els romans d'Orient, victorioses però sense conseqüències.
El fill d'al-Mutawàkkil, al-Mustànsir, que temia ser privat de la seva condició d'hereu, es va conjurar amb la guàrdia turca contra ell. Sembla que el fill va planejar el seu emmetzinament, però finalment fou un soldat turc el que el va matar l'11 de desembre del 861. A la seva mort, la més espantosa anarquia feu osca a l'Iraq, on un segle de bon govern havia permès que s'estructurés una societat capitalista molt evolucionada. Al-Mustànsir va pujar al tron amb el suport dels turcs. El general Bogha va venir de la frontera romana d'Orient i va donar suport al nou califa.